# Marco Vicario
Pour les articles homonymes, voir Vicario.
Marco Vicario, né Renato Vicario le 20 septembre 1925 à Rome et mort le 10 septembre 2020 dans la même ville est un acteur, réalisateur, scénariste et producteur italien.

## Filmographie partielle

### Comme acteur
- 1952 : L'Ange du péché (L'eterna catena) d'Anton Giulio Majano
- 1952 : Ragazze da marito d'Eduardo De Filippo
- 1954 : Madonna delle rose d'Enzo Di Gianni : Renato Venturi
- 1954 : Nosotros dos d'Emilio Fernández : Beto Avilés
- 1955 : Divisione Folgore de Duilio Coletti : parachutiste
- 1955 : Non scherzare con le donne de Giuseppe Bennati
- 1956 : Alone in the Streets de Silvio Siano :  fiancé
- 1957 : Saranno uomini de Silvio Siano :  Aldo
- 1958 : Giovane canaglia de Giuseppe Vari :  Sandro Petrei

### Comme réalisateur  et scénariste
- 1964 : Les Heures nues (Le ore nude)
- 1964 : Le Monde sans voile (it) (Il pelo nel mondo) (documentaire)
- 1965 : Sept Hommes en or (Sette uomini d'oro)
- 1966 : La CIA mène la danse (Il grande colpo dei sette uomini d'oro)
- 1970 : Un prêtre à marier (Il prete sposato)
- 1971 : Homo eroticus
- 1973 : Ce cochon de Paolo (Paolo il caldo)
- 1974 : L'erotomane
- 1977 : La Maîtresse légitime (Mogliamante)
- 1979 : Le Manteau d'astrakan (Il cappotto di Astrakan)
- 1982 : Scusa se è poco

### Comme scénariste
- 1961 : L'Esclave de Rome (La schiava di Roma)
- 1961 : Les Mille et Une Nuits (Le meraviglie di Aladino)

### Comme producteur
- 1958 : Giovane canaglia
- 1961 : L'Esclave de Rome (La schiava di Roma)
- 1962 : Solo contro Roma
- 1963 : Les Derniers Jours d'un empire (Il Crollo di Roma)
- 1963 : La Vierge de Nuremberg (La vergine di Norimberga)
- 1964 : Le ore nude
- 1965 : Sept Hommes en or (Sette uomini d'oro)
- 1966 : La C.I.A. mène la danse (Il grande colpo dei 7 uomini d'oro)
- 1968 : Opération fric
- 1969 : Les Intouchables (Gli intoccabili)
- 1971 : Homo eroticus